# Кабардино-Балкария
Кабарди́но-Балка́рия, или Кабарди́но-Балка́рская Респу́блика (кабард.-черк. Къэбэрдей-Балъкъэр Республикэ; карач.-балк. Къабарты-Малкъар Республика), — субъект Российской Федерации, республика в её составе.
Входит в состав Северо-Кавказского федерального округа и является частью Северо-Кавказского экономического района. Столица — город Нальчик.
Государственными языками Кабардино-Балкарской Республики на всей её территории являются кабардино-черкесский, карачаево-балкарский и русский языки.
Граничит с Карачаево-Черкесией на западе, Ставропольским краем на севере, с Республикой Северная Осетия-Алания на востоке и юго-востоке и с Грузией на юге.
Образована как Кабардинская автономная область 1 сентября 1921 года. С 16 января 1922 года Кабардино-Балкарская автономная область. 5 декабря 1936 года преобразована в Кабардино-Балкарскую АССР. С 1992 года Кабардино-Балкарская Республика.

## Физико-географическая характеристика

### География
Кабардино-Балкарская республика расположена в центральной части северного макросклона Кавказа. Территория республики разделена на три основные геоморфологические зоны — горную, предгорную и равнинную. Горная и предгорная зоны занимают большую часть территории субъекта. Равнинная зона охватывает северо-восточную часть республики.
Через территорию республики параллельно друг от друга протягиваются 5 основных хребтов Большого Кавказа: Пастбищный (или Меловой), Лесистый, Скалистый, Боковой и Главный (или Водораздельный).
- Высочайшая точка: гора Эльбрус (5642 м, западная вершина) — самая высокая точка России, Кавказа и Европы. Через западную вершину Эльбруса проходит административная граница Кабардино-Балкарии и Карачаево-Черкесии, при этом восточная вершина горы (5621 м), как и большая часть склонов, находится в пределах КБР.
- Максимальная длина с севера на юг: 167 км.
- Максимальная длина с востока на запад: 123 км.

### Климат
Климат на территории республики разнообразный. Из-за расположения в гористой местности, в республике вертикальный тип поясности. На равнине и в предгорьях распространён влажный континентальный климат, который в горах сменяется на климат субальпийского пояса. И далее в высокогорьях переходит в альпийский тип климата. Средняя температура января составляет от −2,0 °C (на равнине) до −12,0 °C (в горах), июля соответственно +25,0 °C и +5,0 °C. Среднегодовое количество осадков составляет от 500 до 2000 мм.
В равнинной части республики (в частности г. о. Прохладный и Прохладненский район, Майский район) преобладает умеренный континентальный климат с чертами семиаридного климата.
Зима на равнине по абсолютным значениям низких температур холоднее, чем в предгорных населённых пунктах (Нальчик), рекорд минимальной температуры в республике был установлен 8 февраля 2012 года в городе Прохладном, на метеостанции города температура опустилась до −29,5 °C, в то время как в Нальчике в тот день температура не опускалась ниже −27,0 °C.
Лето на равнине очень тёплое, вторая половина жаркая.
Июнь в среднем самый влажный месяц, выпадает больше всего осадков, и сильной жары в июне обычно не наблюдается (до +37,0° С).
Первая половина июля в целом идентична второй половине июня, но более сухая. Во второй половине июля наблюдаются более высокие температуры. Самый жаркий период — конец июля—август. Температура в июле в равниной части нередко поднимаются выше +38 °C, максимальная температура в июле за период 2000—2016 годов наблюдалась в Прохладном 28 июля 2000 года, когда в городе было +40,7 °C. В Нальчике в тот день воздух прогрелся до +38,3 °C.
Август на равнине нередко самый жаркий месяц года, на равнине в августе обычно выпадает значительно меньше осадков, чем в июле или сентябре. Малое количество осадков летом вынуждает использовать систему каналов для полива обширных сельскохозяйственных угодий. В августе максимальные температуры нередко поднимаются до значений +38…+40 °C. За XXI век самая высокая температура в августе наблюдалась 8 августа 2006 года в городе Прохладном — максимум на метеостанции города в тот день составил +40,9 °C.

### Экосистема
На равнине распространены чернозёмы и тёмно-каштановые почвы, на склонах гор — горно-луговые.
Леса занимают 1/10 часть территории. В поймах рек — лиственные леса. На высоте 800—1600 м — широколиственные леса (преимущественно буковые), до 2200 м — хвойные (преимущественно сосновые). На высоте 2000—2400 м распространены субальпийские луга (разнотравно-овсяницевые и разнотравно-злаковые). Выше 2400 м — альпийские луга.
Из млекопитающих распространены лиса, шакал, волк, бурый медведь, куница, косуля, кабан, благородный олень, кавказская серна, дагестанский тур. Из птиц наиболее массовые — синица, пеночка-весничка, фазан и перепел.
На территории Кабардино-Балкарии расположены национальный парк «Приэльбрусье», Кабардино-Балкарский высокогорный заповедник и 11 государственных заказников.

### Реки
- Терек (623 км)
- Малка (216 км)
- Баксан (173 км)
- Черек (131 км)
- Чегем (103 км)
- Урух
- Аргудан
- Куркужин
- Лескен
- Нальчик
- Урвань
- Золка

### Озёра
- Голубые озёра
- Озёра Шадхурей
- Озеро Тамбукан
- Озеро Сылтранкёль

### Водопады
- Чегемские водопады
- Гедмыш
- Абай-Су

- Гедмишх — водопад на одноимённой реке (правый приток Малки).
- Чегемские водопады — группа водопадов на притоках реки Чегем: Адайсу, Каяарты и Сакал-Туп.
- Абай-Су — водопад на реке Башиль-Аузу-Су (приток Чегема).
- Султан — водопад в районе Джилы-Су, в верховьях реки Малка.

### Вершины-пятитысячники
- Эльбрус (5642 м)
- Дыхтау (5204 м)
- Коштантау (5152 м)
- Пик Пушкина (5100 м)
- Шхара (5068 м)
- Джангитау (5058 м)
- Мижирги (5025 м)

## История
До образования современной республики, на её территории были расположены две исторические области — Кабарда и Балкария. Кабарда состояла из двух княжеств: Большая Кабарда и Малая Кабарда, и занимала равнинную и предгорную часть современной республики, а также горную и высокогорную зону в верховьях реки Малки и её притоков. Балкария, которая была разделена на пять горских обществ, занимала в основном горные и высокогорные районы современной республики.
В 1921 году Кабарда и Балкария вместе с другими историческими областями Центрального Кавказа вступили в состав Горской АССР. 1 сентября 1921 года Кабардинский округ вышел из состава Горской автономной республики, а затем 16 января 1922 года за ним последовала и Балкария.
Кабардино-Балкарская автономная область была образована в 1922 году, в 1936 году преобразована в АССР.
В годы Великой Отечественной войны в Кабардино-Балкарии была сформирована 115-я Кабардино-Балкарская кавалерийская дивизия под командованием А. Ф. Скорохода, сражавшаяся в Битве за Кавказ и Сталинградской битве. В 1942 году большая часть республики вместе с Нальчиком была оккупирована. 11 января 1943 года Кабардино-Балкария полностью освобождена. В 1944 году в связи с выселением балкарцев была переименована в Кабардинскую АССР, с 1957 года — снова Кабардино-Балкарская АССР. С 1992 года — Кабардино-Балкарская Республика.
В 1950-е и 1960-е годы в Кабардино-Балкарии были построены крупные промышленные предприятия машиностроения, приборостроения. В 1990 году в промышленности было занято 96,3 тыс. человек.
В 2008 году Банком России была выпущена памятная монета, посвящённая Республике Кабардино-Балкария, а в 2022 году серебряная памятная монета к 100-летию республики.

## Символика
Республика имеет свои флаг, герб и гимн.
Согласно Конституции КБР герб представляет собой изображение золотого (жёлтого) орла. На груди орла — малый пересечённый щит, вверху — изображение серебряной (белой) горы о двух вершинах в лазоревом (синем, голубом) поле, внизу — золотой (жёлтый) трилистник с продолговатыми листами в зелёном поле.
Государственный флаг Кабардино-Балкарской Республики представляет собой полотнище из трёх равновеликих горизонтальных полос: верхней — сине-голубого, средней — белого, нижней — зелёного цветов. В центре полотнища — круг, пересечённый сине-голубым и зелёным полем; на сине-голубом поле — стилизованное изображение горы Эльбрус в белом цвете.
Государственным гимном Кабардино-Балкарской Республики является торжественная музыка, созданная с использованием интонаций и колоритов кабардинских, балкарских и русских народных песен. Гимн исполняется без слов. Автор музыки — Хасан Карданов.

## Население
Численность населения республики по данным Росстата составляет 908 214 человек (2025). Плотность населения — 72,83 чел./км² (2025). Городское население — 51,62% (2025).
Коэффициент смертности в 2024 году (по данным на конец года) составлял 7,7 промилле на 1000 населения.
| Народ                             | Численность в 2020 году, человек | Численность в 2010 году, человек | Численность в 2002 году, человек | Численность в 1989 году, человек |
| --------------------------------- | -------------------------------- | -------------------------------- | -------------------------------- | -------------------------------- |
| Кабардинцы (в том числе Черкесы)  | ↗529 159 (58,53 %)               | ↘492 928 (57,32 %)               | ↗498 702 (55,3 %)                | ↗363 494 (48,2 %)                |
| Русские                           | ↘174 768 (19,32 %)               | ↘193 155 (22,5 %)                | ↘226 620 (25,1 %)                | 240 750 (31,9 %)                 |
| Балкарцы                          | ↗120 898 (13,37 %)               | ↗108 577 (12,7 %)                | ↗104 951 (11,6 %)                | 70 793 (9,4 %)                   |
| Черкесы (отдельно)                | ↗26 544 (2,94 %)                 | ↗2475 (0,29 %)                   | ↗725 (0,08 %)                    | 614 (0,08 %)                     |
| Турки                             | ↗16 860 (1,86 %)                 | ↗13 965 (1,6 %)                  | ↗8770 (1 %)                      | 4162                             |
| Осетины                           | ↘6 877 (0,76 %)                  | ↘9 129 (1,1 %)                   | ↘9 845 (1,1 %)                   | 9 996 (1,3 %)                    |
| Цыгане                            | ↗4122                            | ↗2874                            | 2357                             | 2442                             |
| Армяне                            | ↘3987                            | ↘5002                            | 5342                             | 3512                             |
| Корейцы                           | ↘2926                            | ↘4034                            | 4722                             | 4983                             |
| Азербайджанцы                     | ↘1767                            | ↘2063                            | 2281                             | 2024                             |
| Чеченцы                           | ↘1675                            | ↘1965                            | 4241                             | 736                              |
| Татары                            | ↘1544                            | ↘2375                            | 2851                             | 3005                             |
| Украинцы                          | ↘1461                            | ↘4800                            | 7592                             | 12 826 (1,7 %)                   |
| Грузины                           | ↘1279                            | ↘1545                            | 1731                             | 2090                             |
| Лица, не назвавшие национальность | ↗23 284                          | ↗2269                            | 15                               | 0                                |

Примечание: в таблице показаны народы c численностью более 1000 человек в 2020 году.

Примечание 2: многие кабардинцы как и другие адыги, при переписи 2010/2020 годов указали свой экзоэтноним — «черкес».
По итогам переписи населения 2020 года проживали следующие национальности (национальности менее 1 % и другое, см. в сноске к строке «Другие»):
| Национальность | Численность, чел. | Доля     |
| -------------- | ----------------- | -------- |
| Кабардинцы     | 502 615           | 55,59 %  |
| Русские        | 174 768           | 19,33 %  |
| Балкарцы       | 120 898           | 13,37 %  |
| Черкесы        | 26 544            | 2,94 %   |
| Турки          | 16 860            | 1,86 %   |
| Другие         | 62 515            | 6,91 %   |
| Итого          | 904 200           | 100,00 % |

Примечание 1: многие кабардинцы как и другие адыги, при переписи 2020 года указали свой экзоэтноним — «черкес».
Половозрастной состав
По данным Всероссийской переписи населения 2010 года:
| Возраст     | Мужчины, чел. | Женщины, чел. | Общая численность, чел. | Доля от всего населения, % |
| ----------- | ------------- | ------------- | ----------------------- | -------------------------- |
| 0 — 14 лет  | 84 068        | 80 834        | 164 902                 | 19,2 %                     |
| 15 — 59 лет | 274 148       | 302 840       | 576 988                 | 67,1 %                     |
| от 60 лет   | 43 559        | 74 490        | 118 049                 | 13,7 %                     |
| Всего       | 401 775       | 458 164       | 859 939                 | 100,0 %                    |

Мужчины — 401 775 человек (46,7 %). Женщины — 458 164 человека (53,3 %).

Средний возраст населения — 35,3 лет. Медианный возраст населения — 32,8 лет.

Средний возраст мужчин — 33,4 лет. Медианный возраст мужчин — 30,8 лет.

Средний возраст женщин — 36,9 лет. Медианный возраст женщин — 34,9 лет.

## Населённые пункты
Населённые пункты с численностью населения более 10 тысяч человек
| Нальчик    | ↘245 588 |
| Прохладный | ↘60 009  |
| Баксан     | ↗40 276  |
| Нарткала   | ↗33 119  |

| Майский    | ↗26 210 |
| Тырныауз   | ↗22 334 |
| Дыгулыбгей | ↗21 144 |
| Терек      | ↗20 154 |

| Чегем   | ↗21 161 |
| Нартан  | ↗16 075 |
| Исламей | ↗11 927 |
| Заюково | ↗12 122 |

| Чегем Второй | ↗10 811 |
| Шалушка      | ↗13 590 |
| Хасанья      | ↘9772   |

## Административно-территориальное деление
Согласно Закону КБР «Об административно-территориальном устройстве Кабардино-Балкарской Республики», субъект РФ включает следующие административно-территориальные единицы: 3 города республиканского значения и 10 районов.
В рамках муниципального устройства республики, в границах административно-территориальных единиц Кабардино-Балкарии образованы муниципальные образования: 3 городских округа и 10 муниципальных районов.
Столица республики — город Нальчик, который является также крупным экономическим центром Северного Кавказа и одним из главных курортов федерального значения в стране.
| №                                                   | Название             | Административный центр | Население, чел. |
| --------------------------------------------------- | -------------------- | ---------------------- | --------------- |
| Города республиканского значения (городские округа) |                      |                        |                 |
| 1                                                   | Нальчик              | Нальчик                | ↘271 343        |
| 2                                                   | Баксан               | Баксан                 | ↗61 420         |
| 3                                                   | Прохладный           | Прохладный             | ↘59 778         |
| Районы (муниципальные районы)                       |                      |                        |                 |
| 1                                                   | Баксанский район     | Баксан                 | ↗65 901         |
| 2                                                   | Зольский район       | Залукокоаже            | ↗51 042         |
| 3                                                   | Лескенский район     | Анзорей                | ↗31 612         |
| 4                                                   | Майский район        | Майский                | ↘37 595         |
| 5                                                   | Прохладненский район | Прохладный             | ↗50 432         |
| 6                                                   | Терский район        | Терек                  | ↗53 597         |
| 7                                                   | Урванский район      | Нарткала               | ↗76 070         |
| 8                                                   | Чегемский район      | Чегем                  | ↗78 714         |
| 9                                                   | Черекский район      | Кашхатау               | ↗30 890         |
| 10                                                  | Эльбрусский район    | Тырныауз               | ↗39 589         |

## Экономика
Основа экономики республики — сельское хозяйство (зерновые культуры (пшеница, кукуруза, просо), технические культуры (подсолнечник, конопля), животноводство (молочно-мясного направления), а также лесозаготовка.
В рамках развития инфраструктуры и поддержки малого и среднего предпринимательства в Кабардино-Балкарской Республике была создана сеть бизнес-инкубаторов, целью функционирования которых является предоставление субъектам малого и среднего предпринимательства КБР оборудованных офисных и производственных помещений в аренду на льготных условиях. Уже создано и успешно работает три бизнес-инкубатора: государственное учреждение «Кабардино-Балкарский бизнес-инкубатор» в г. Нальчике, предоставляющее офисные и производственные помещения, два муниципальных офисных бизнес-инкубатора в городском округе Прохладный и Баксанском районе.

### Промышленность
В республике действуют более 100 промышленных предприятий.
В г. Терек на заводе «Терекалмаз» налажено собственное производство синтетических алмазов, и высококачественных алмазных инструментов на их основе. В числе выпускаемой продукции алмазные буровые инструменты для геолого-разведочных и горнорудных предприятий (коронки, долота, расширители); алмазные правящие инструменты (прецизионные фасонные ролики, карандаши, гребёнки, алмазы в оправе), шлифовальный алмазный инструмент (круги АЧК, прямого профиля и т. д.) для машиностроения и металлообработки; алмазный инструмент для камнеобработки и стройиндустрии (круги отрезные сегментные, фрезы, бруски, канатные пилы и т. д.) для резки, шлифовки, полировки природного камня, бетона, асфальта; алмазные пасты и др. В г. Тырныаузе есть завод «Каббалкгипс» по производству продукции торговой марки GIPSELL, базирующийся на производстве и продаже строительных и отделочных материалов.
- Завод Кавказкабель
- Тырныаузский горно-обогатительный комбинат (не работает с начала 2000-х годов, после схода сели)
- Каббалкгипс (завод)
- ООО «Севкаврентген-Д» (город Майский). Открыт в 1958 году как предприятие «Севкаврентген». С сентября 2008 года нынешнее название. Одно из ведущих производителей рентгенодиагностических, рентгенотерапевтических комплексов и штативных частей к ним, в РФ.

Развивается электроэнергетика, в регионе действуют несколько гидроэлектростанций, общей мощностью на 2010 год — 126,6 МВт, и выработкой 478 млн кВт⋅ч в год:
- Аушигерская ГЭС (60,0 МВт; 222,0 млн кВт⋅ч в год),
- Кашхатау ГЭС (65,1 МВт; 241,0 млн кВт⋅ч в год),
- Баксанская ГЭС (27,0 МВт; 125,0 млн кВт⋅ч в год),
- действует несколько малых ГЭС (общей мощностью 5,5 МВт и выработкой 14,9 млн кВт⋅ч в год),
- ведётся строительство Зарагижской (28,8 МВт[30]) и Верхнебалкарской ГЭС (15,6 МВт),
- рассматривается строительство ГЭС «Голубые озёра» (до 110 МВт), проектируется Сармаковская ГЭС (17,6 МВт, 74,5 млн кВт⋅ч)

### Сельское хозяйство
На 1 января 2020 года сельское население 416 тысяч человек, 48 % населения Кабардино-Балкарии.
За 2021 год индекс продукции растениеводства составил 113 %, продукции животноводства — 106 %.
Животноводство
На 1 февраля 2021 года во всех категориях хозяйств насчитывалось 274,5 тыс. голов крупного рогатого скота (+2,3 %), из них коров 138 тыс. голов (+3,6 %), поголовье овец и коз 401 тыс. голов (+2,9 %), птицы 3,9 млн голов (+5,4 %).
За 2020 год сельхозтоваропроизводителями всех категорий надоено 537,5 тыс. тонн молока (+4,5 %). В сельскохозяйственных организациях надои молока на одну корову выросли на 12,6 % в сравнении с показателями 2019 года и составили 6334 кг. В 2020 году в Кабардино-Балкарии непосредственно на повышение продуктивности в молочном скотоводстве в виде субсидий во все категории хозяйств было направлено 151,3 млн рублей бюджетных средств, в том числе из федерального бюджета 140,7 млн рублей.
За первые четыре месяца 2021 года в республике надои молока возросли до 135,6 тысячи тонн, что на 4,7 % больше к аналогичному периоду прошлого года. Кроме того, с января по апрель 2021 года увеличилось поголовье основных видов сельскохозяйственных животных. Так, поголовье овец и коз возросло на 3,8 %, коров — на 3,6 %.
Растениеводство
Выращивают зерновые (кукурузу, пшеницу, ячмень, просо), кормовые, технические (подсолнечник и конопля) культуры, картофель и овоще-бахчевые.
В 2021 году садоводами Кабардино-Балкарии было собрано 535,5 тысяч тонн плодово-ягодной продукции, из них семечковых культур 490,1 тысяч тонн, косточковых культур — 40,5 тысяч тонн. Рост объемов плодово-ягодных культур обусловлен расширением размеров площадей в плодоносящем возрасте семечковых культур на 13,9 % и косточковых культур — на 16 %. Кабардино-Балкария уже несколько лет подряд входит в топ-5 регионов России по темпам закладки многолетних плодово-ягодных насаждений. В 2021 году осуществлена закладка многолетних насаждений по интенсивной и суперинтенсивной технологиям на площади 1500 га. В том числе голубика заложена на площади 50 га. В рамках импортозамещения поставляется в субъекты России более 400 тысяч тонн различных плодов и ягод. По состоянию на 1 января 2022 года суммарная мощность плодохранилищ — 185,8 тыс. тонн, из которых в 2021 году введены в эксплуатацию 35,4 тыс. тонн.
В 2021 году началась реализация инвестиционного проекта по строительству тепличного комплекса общей площадью 100 га для круглогодичного производства овощной продукции в Чегемском районе. Первую очередь площадью 37,6 га планируется запустить в первом квартале 2023 года — предусмотрено выращивание тепличных томатов в объеме около 20 тыс. тонн ежегодно. Вторая очередь площадью 62,4 га будет запущена в конце 2024 года — производство овощной продукции защищенного грунта планируется в объеме 49,2 тыс. тонн в год.
Холдинг «Эко-культура», один из крупнейших производителей овощей закрытого грунта, к 2022 году планирует запустить в Кабардино-Балкарии тепличный комплекс для выращивания ягод. На площади 100 га будут выращивать малину, ежевику, клубнику и голубику. Инвестиции в проект составят 14 млрд руб., срок их окупаемости — около восьми лет.
В 2020 году в хозяйствах всех категорий собран урожай плодов и ягод 517,3 тыс. тонн (+48 %), винограда 18,1 тыс. тонн (+57,1 %), овощей 2936 тыс. тонн (-21,7 %), картофеля 1807 тыс. тонн (-7,8 %), гороха 57,9 тыс. тонн (-29,5 %).
В 2020 году в хозяйствах всех категорий урожай зерновых и зернобобовых 1193,3 тыс. тонн зерна в весе после доработки (+5 %). В том числе зерна пшеницы получено 155,8 тыс. тонн (+4,3 %), кукурузы 965,6 тыс. тонн (+4,2 %). Увеличению валового сбора способствовал рост урожайности зерновых, в среднем 56,7 ц/га (+3,5 %). Сбор ячменя 618 тыс. тонн, овёс 36 тыс. тонн, гречихи 1,2 тыс. тонн. Урожай семян подсолнечника 298 тыс. тонн, сои 87,4 тыс. тонн, рапса 30,3 тыс. тонн.
| тыс. гектар | 326 | 325,3 | 316,8 | 308,7 | 290,9 | 291,1 | 289,6 | 294,6 |

## Культура
Культурное наследие нартского эпоса привносит огромное значение в культуру республики.
Культурная политика республики в последнем десятилетии XX века строилась в неразрывной связи с общероссийской, федеральной концепцией развития культуры и искусства, учитывая особенности, сложности развития национальных культур многонациональной Кабардино-Балкарии. Федеральная целевая программа «Культура России» внесла определённую ясность в перспективу отечественной культуры.
К концу XX века в КБР стал заметен рост интереса к самодеятельному творчеству, кризис начала 90-х годов был преодолён, культура стала приспосабливаться к новым рыночным условиям. Если в 1999 году в Кабардино-Балкарии насчитывалось 1440 кружков, то в 2001 году их количество возросло до 1560, был отмечен рост числа культурно — досуговых мероприятий. По числу учреждений культурно — досугового типа КБР занимает 78 место среди субъектов Российской Федерации.
Особенности развития этнической музыкальной культуры КБР в 90-е годы XX века
В большинстве населённых пунктов Дома культуры являлись единственными многофункциональными центрами культуры и их состояние во многом определяло уровень, перспективы культурной жизни того или иного села. К современным требованиям развития национальных культур относится создание фольклорных этнографических центров.
Учитывая важность развития самодеятельного творчества на высоком творческом уровне, в КБР в 90-е годы регулярно проводились республиканские фестивали народных ансамблей песни и танца, исполнителей адыгской и балкарской народных песен, праздники национальных культур, региональные обменные фестивали культур, смотры — конкурсы хореографического искусства, оркестров народных инструментов, исполнителей на национальной гармонике имени К. Каширговой, была разработана тематическая программа «Музыкальная Кабардино-Балкария».
В деятельности муниципальных учреждений культуры появились положительные тенденции организации мероприятий с учётом социокультурной специфики района. В учреждениях культуры Баксанского района широкое распространение получило проведение фольклорных фестивалей, смотров, конкурсов. В Зольском районе был отмечен рост числа фольклорных групп и ансамблей. Отдел культуры Урванского района активизировал свою деятельность по сохранению и развитию фольклора. На реализацию этих задач был ориентирован фольклорный Центр в с. Псынабо. В Терском районе особое внимание уделялось работе с детьми и молодёжью, в Черекском — активизировалась работа по возрождению и сохранению традиций и обрядов, в Чегемском районе — регулярно проводились праздники народного календаря, смотры — конкурсы фольклорных коллективов, фестивали исполнителей народной песни.
С начала 1980-х годов всё большее распространение получают массовые праздники села, района, города. Это Дни города, празднование юбилейных дат писателей Кабардино-Балкарии, проведение национальных игр с чествованием передовиков. С началом эпохи гласности и демократизации в праздничную культуру народа стали возвращаться культовые обрядовые общественные праздники, давно ушедшие из жизни народа и возрождаемые теперь на ином уровне. Часто, это постановочные мероприятия, осуществлённые силами профессиональных и самодеятельных коллективов: праздник первой борозды; кхъуейпллъыжькӏэрыщӏэ (подвязывание копчёного сыра) со спортивными играми и наградами, устраиваемые не только при рождении сына, но и по другим праздничным датам светского календаря (1 мая, 7 ноября и т. д.); празднование Дня весеннего равноденствия. Достоверное знание бытующих в народе обычаев, праздников, обрядов, их содержания, форм и методов проведения позволяет выявить то, что есть в народных обычаях, и то, что было накоплено культурно-просветительскими учреждениями.
Особенность праздника, праздничного общения людей состоит в гармоничном сочетании двух стилей общения: обычного, практически реального и идеально условного, присущего искусству. Наиболее сохранившимися, но несколько видоизменёнными являются семейные праздники и обряды. Это обряды первичного жизненного цикла (гущэхэпхэ (укладывание ребёнка в колыбель), праздник «первого шага» и т. д.), свадебные обряды. Среди светских семейных праздников, прочно вошедших в жизнь народа в 80-90-е годы XX века следует отметить празднование дней рождения, окончание учебного заведения и т. д.
Большая роль в возрождении адыгской вокальной культуры принадлежит регулярно проводимому с 1996 года Республиканскому конкурсу адыгской народной песни памяти народного артиста Кабардино-Балкарии Х. Кунижева. Цель конкурса: возрождение традиционного песенного творчества; сохранение певческой культуры адыгов; выявление талантливых исполнителей; привлечение к творчеству детей и молодёжи, повышение их исполнительского мастерства; широкая пропаганда жанра; обогащение репертуара коллективов и отдельных исполнителей.
Великими представителями культуры КБР, являются, народный поэт КБР, лауреат Ленинской и Государственных премий СССР и РСФСР Кайсын Кулиев и народный артист СССР, лауреат Государственных премий СССР и РСФСР Юрий Темирканов.

## Наука и образование
- Кабардино-Балкарский государственный аграрный университет имени В. М. Кокова
- Кабардино-Балкарский государственный университет им. Х. М. Бербекова
- Кабардино-Балкарский институт бизнеса
- Кабардино-балкарский филиал Московского института комплексной безопасности
- Нальчикский институт кооперации (филиал) Автономной некоммерческой организации Белгородский университет кооперации, экономики и права
- Северо-Кавказский государственный институт искусств
- Северо-Кавказский институт повышения квалификации сотрудников МВД России (филиал) государственного казённого Краснодарский университет Министерства внутренних дел Российской Федерации
- Современная гуманитарная академия — Нальчикский филиал
- Армавирский лингвистический социальный институт — Филиал в городе Нальчике
- Федеральное государственное бюджетное научное учреждение Кабардино-Балкарский научный центр РАН.

## Религия
Религиозные объединения отделены от государства и равны перед законом. Наибольшее распространение получили две религии: ислам (суннитского толка) и православное христианство. Мусульмане в республике составляют более 70 %. Ислам суннитского толка на территории Кабарды и Балкарии полностью утвердился в конце XVIII века.
По данным правительства КБР на 2013 год, в республике зарегистрировано 176 религиозных организаций, включая:
- 125 мусульманских
- 21 православная
- 1 иудейская
- 3 римско-католических
- 26 протестантских.

Всего в КБР функционируют 152 мечети (по состоянию на начало 2016 года), 20 православных церквей, 1 монастырь, 4 храма-часовни, 1 синагога, 27 протестантских и 3 римско-католических молельных домов. Религиозную службу в них проводят 137 мусульманских, 23 православных, 2 римско-католических, около 30 протестантских служителей, 1 раввин.

## Филателия и нумизматика
- Марки, посвященные Кабардино-Балкарии
- Марка «50 лет Кабардино-Балкарской АССР». Почта СССР 1971 г.
- Объект культурного наследия в Нальчике — памятник в честь 400-летия присоединения Кабарды к России. Почта России 2001 г.
- Почтовый блок, 2022 год. 100 лет Кабардино-Балкарской Республике
- Почтовый квартблок, 2024 год. Войлочный ковёр бичген кийиз.

- Монеты, посвященные Кабардино-Балкарии
- Монета Банка России — Серия: Российская Федерация: Кабардино-Балкарская Республика, аверс.
- Монета Банка России — Серия: Российская Федерация: Кабардино-Балкарская Республика, реверс.
- Монета Банка России: 100-летие образования Кабардино-Балкарской Республики, аверс.
- Монета Банка России: 100-летие образования Кабардино-Балкарской Республики, реверс.